# Tramway de Fribourg-en-Brisgau
Le réseau de tramway de Fribourg-en-Brisgau est une partie du réseau de transport public de Fribourg-en-Brisgau, en Allemagne.

## Histoire
== Réseau actuel ==
| Ligne | Caractéristiques                                          | Caractéristiques                                          | Caractéristiques                                          | Caractéristiques                                          | Caractéristiques                                          | Caractéristiques                                          | Caractéristiques                                          | Caractéristiques                                          | Caractéristiques                                          |
| 1     | Littenweiler (Laßbergerstraße) ⥋ Landwasser (Moosweiher)  | Littenweiler (Laßbergerstraße) ⥋ Landwasser (Moosweiher)  | Littenweiler (Laßbergerstraße) ⥋ Landwasser (Moosweiher)  | Littenweiler (Laßbergerstraße) ⥋ Landwasser (Moosweiher)  | Littenweiler (Laßbergerstraße) ⥋ Landwasser (Moosweiher)  | Littenweiler (Laßbergerstraße) ⥋ Landwasser (Moosweiher)  | Littenweiler (Laßbergerstraße) ⥋ Landwasser (Moosweiher)  | Littenweiler (Laßbergerstraße) ⥋ Landwasser (Moosweiher)  | Littenweiler (Laßbergerstraße) ⥋ Landwasser (Moosweiher)  |
| ----- | --------------------------------------------------------- | --------------------------------------------------------- | --------------------------------------------------------- | --------------------------------------------------------- | --------------------------------------------------------- | --------------------------------------------------------- | --------------------------------------------------------- | --------------------------------------------------------- | --------------------------------------------------------- |
| 1     | Ouverture / Fermeture — / —                               | Longueur 9,9 km                                           | Durée 30 min                                              | Nb. d’arrêts 22                                           | Matériel GT8K, GT8N, Combino, Urbos                       | Jours de fonctionnement L, Ma, Me, J, V, S, D             | Jour / Soir / Nuit / Fêtes O / O / — / O                  | Voy. / an —                                               | Dépôt —                                                   |
| 1     | Desserte : —                                              |                                                           |                                                           |                                                           |                                                           |                                                           |                                                           |                                                           |                                                           |
| 1     | Autre :                                                   |                                                           |                                                           |                                                           |                                                           |                                                           |                                                           |                                                           |                                                           |
| 1     | Dernière actualisation : —                                |                                                           |                                                           |                                                           |                                                           |                                                           |                                                           |                                                           |                                                           |
| 2     | Günterstahl (Dorfstraße) ⥋ Gundelfinger Straße            | Günterstahl (Dorfstraße) ⥋ Gundelfinger Straße            | Günterstahl (Dorfstraße) ⥋ Gundelfinger Straße            | Günterstahl (Dorfstraße) ⥋ Gundelfinger Straße            | Günterstahl (Dorfstraße) ⥋ Gundelfinger Straße            | Günterstahl (Dorfstraße) ⥋ Gundelfinger Straße            | Günterstahl (Dorfstraße) ⥋ Gundelfinger Straße            | Günterstahl (Dorfstraße) ⥋ Gundelfinger Straße            | Günterstahl (Dorfstraße) ⥋ Gundelfinger Straße            |
| 2     | Ouverture / Fermeture — / —                               | Longueur 8 km                                             | Durée 30/37 min                                           | Nb. d’arrêts 19/24                                        | Matériel GT8Z                                             | Jours de fonctionnement L, Ma, Me, J, V, S, D             | Jour / Soir / Nuit / Fêtes O / O / — / O                  | Voy. / an —                                               | Dépôt —                                                   |
| 2     | Desserte : —                                              |                                                           |                                                           |                                                           |                                                           |                                                           |                                                           |                                                           |                                                           |
| 2     | Autre :                                                   |                                                           |                                                           |                                                           |                                                           |                                                           |                                                           |                                                           |                                                           |
| 2     | Dernière actualisation : —                                |                                                           |                                                           |                                                           |                                                           |                                                           |                                                           |                                                           |                                                           |
| 3     | Zähringen (Gundelfinger Straße) ⥋ Haid (Munzinger Straße) | Zähringen (Gundelfinger Straße) ⥋ Haid (Munzinger Straße) | Zähringen (Gundelfinger Straße) ⥋ Haid (Munzinger Straße) | Zähringen (Gundelfinger Straße) ⥋ Haid (Munzinger Straße) | Zähringen (Gundelfinger Straße) ⥋ Haid (Munzinger Straße) | Zähringen (Gundelfinger Straße) ⥋ Haid (Munzinger Straße) | Zähringen (Gundelfinger Straße) ⥋ Haid (Munzinger Straße) | Zähringen (Gundelfinger Straße) ⥋ Haid (Munzinger Straße) | Zähringen (Gundelfinger Straße) ⥋ Haid (Munzinger Straße) |
| 3     | Ouverture / Fermeture — / —                               | Longueur 9,9 km                                           | Durée 34 min                                              | Nb. d’arrêts 22                                           | Matériel GT8K, GT8N, GT8Z, Combino, Urbos                 | Jours de fonctionnement L, Ma, Me, J, V, S, D             | Jour / Soir / Nuit / Fêtes O / O / — / O                  | Voy. / an —                                               | Dépôt —                                                   |
| 3     | Desserte : —                                              |                                                           |                                                           |                                                           |                                                           |                                                           |                                                           |                                                           |                                                           |
| 3     | Autre :                                                   |                                                           |                                                           |                                                           |                                                           |                                                           |                                                           |                                                           |                                                           |
| 3     | Dernière actualisation : —                                |                                                           |                                                           |                                                           |                                                           |                                                           |                                                           |                                                           |                                                           |
| 4     | Vauban (Innsbrucker Straße) ⥋ Messe (Messe Freiburg)      | Vauban (Innsbrucker Straße) ⥋ Messe (Messe Freiburg)      | Vauban (Innsbrucker Straße) ⥋ Messe (Messe Freiburg)      | Vauban (Innsbrucker Straße) ⥋ Messe (Messe Freiburg)      | Vauban (Innsbrucker Straße) ⥋ Messe (Messe Freiburg)      | Vauban (Innsbrucker Straße) ⥋ Messe (Messe Freiburg)      | Vauban (Innsbrucker Straße) ⥋ Messe (Messe Freiburg)      | Vauban (Innsbrucker Straße) ⥋ Messe (Messe Freiburg)      | Vauban (Innsbrucker Straße) ⥋ Messe (Messe Freiburg)      |
| 4     | Ouverture / Fermeture — / —                               | Longueur 8,8 km                                           | Durée 29 min                                              | Nb. d’arrêts 21                                           | Matériel GT8K, GT8N, GT8Z, Combino, Urbos                 | Jours de fonctionnement L, Ma, Me, J, V, S, D             | Jour / Soir / Nuit / Fêtes O / O / — / O                  | Voy. / an —                                               | Dépôt —                                                   |
| 4     | Desserte : —                                              |                                                           |                                                           |                                                           |                                                           |                                                           |                                                           |                                                           |                                                           |
| 4     | Autre :                                                   |                                                           |                                                           |                                                           |                                                           |                                                           |                                                           |                                                           |                                                           |
| 4     | Dernière actualisation : —                                |                                                           |                                                           |                                                           |                                                           |                                                           |                                                           |                                                           |                                                           |
| 5     | Rieselfeld (Bollerstaudenstraße) ⥋ Europaplatz            | Rieselfeld (Bollerstaudenstraße) ⥋ Europaplatz            | Rieselfeld (Bollerstaudenstraße) ⥋ Europaplatz            | Rieselfeld (Bollerstaudenstraße) ⥋ Europaplatz            | Rieselfeld (Bollerstaudenstraße) ⥋ Europaplatz            | Rieselfeld (Bollerstaudenstraße) ⥋ Europaplatz            | Rieselfeld (Bollerstaudenstraße) ⥋ Europaplatz            | Rieselfeld (Bollerstaudenstraße) ⥋ Europaplatz            | Rieselfeld (Bollerstaudenstraße) ⥋ Europaplatz            |
| 5     | Ouverture / Fermeture — / —                               | Longueur 6,3 km                                           | Durée 20 min                                              | Nb. d’arrêts 15                                           | Matériel GT8Z, Combino, Urbos                             | Jours de fonctionnement L, Ma, Me, J, V, S, D             | Jour / Soir / Nuit / Fêtes O / O / — / O                  | Voy. / an —                                               | Dépôt —                                                   |
| 5     | Desserte : —                                              |                                                           |                                                           |                                                           |                                                           |                                                           |                                                           |                                                           |                                                           |
| 5     | Autre :                                                   |                                                           |                                                           |                                                           |                                                           |                                                           |                                                           |                                                           |                                                           |
| 5     | Dernière actualisation : —                                |                                                           |                                                           |                                                           |                                                           |                                                           |                                                           |                                                           |                                                           |

### Exploitation
Près de 61 rames sont affectés à l'exploitation du réseau tramway de la ville.
- 18 Siemens Combino
- 26 GT8Z
- 11 GT8N
- 6 GT8K

En 2013, 12 rames CAF Urbos de 43 mètres sont commandés pour près de 40 million d'euros avec une livraison en 2015 puis 2017. Cinq autres rames sont commandés en 2018 pour une mise en service vers 2020.